# ديبورا ماديسون
ديبورا ماديسون (بالإنجليزية: Deborah Madison)‏ هي طاهية أمريكية، ولدت في القرن العشرين.